# Hugh Montgomerie (7e comte d'Eglinton)
Pour les articles homonymes, voir Hugh Montgomerie.
Hugh Montgomerie, 7e comte d'Eglinton (1613-1669) est un propriétaire terrien écossais.

## Jeunesse
Il est le fils d'Alexander Montgomerie et d'Anne Livingstone. Il passe une grande partie de son enfance à Seton Palace avec sa grand-mère, Margaret, comtesse de Winton, veuve de Robert Seton, 1er comte de Winton. Il est envoyé à l'Université de Glasgow avec ses deux jeunes frères en 1628. En 1633, il se rend à Paris pour poursuivre ses études. Il se rend à Londres en novembre 1634 et est hébergé par David Cunningham d'Auchenharvie.

## Carrière
Il s'oppose à la politique ecclésiastique de Charles Ier. Il est colonel sous Leslie à la bataille de Newburn. Il ne réussit pas à s'emparer de Tynemouth en 1640. Il est engagé dans la campagne du Nord sous Middleton en 1646. Il est vaincu par Huntly à la bataille d'Aberdeen (1646), il est disqualifié pour la fonction publique jusqu'en 1660 pour avoir été complice des Engagers (en). Il est fait prisonnier en 1651 par les Anglais et exclus de l'Acte de Grâce de Cromwell en 1654 .
Hugh Montgomerie devient comte d'Eglinton en janvier 1661 à la suite du décès de son père. Il meurt à Eglinton en février 1669.

## Mariages et descendance
Hugh épouse Anne Hamilton en 1631. Elle est décédée peu après avoir donné naissance à une fille, Anna Montgomerie. Un inventaire de ses bijoux est dressé le 24 octobre 1632, dont une plume sertie de diamants, cadeau de sa mère Ann Cunningham, marquise de Hamilton. Anna Montgomerie épouse James Ogilvie, 3e comte de Findlater.
En 1635, il épouse Mary Leslie, fille de John Leslie (6e comte de Rothes). Ils ont :
- Alexander Montgomerie, 8e comte Eglinton ;
- Francis Montgomerie de Giffen ;
- Mary Montgomerie, qui épouse George Seton (4e comte de Winton) ;
- Margaret Montgomerie, qui épouse James Campbell, 2e comte de Loudoun et est la mère de Hugh Campbell (3e comte de Loudoun) (c. 1675 - 1731) ;
- Eleanora Montgomerie, qui épouse David Dunbar de Baldoon ;
- Christian Elphinstone, qui épouse John Elphinstone, 4e lord Balmerino.